# فلیت‌بوستون فایننشل
فلیت‌بوستون فایننشل (انگلیسی: FleetBoston Financial) شرکت خدمات مالی آمریکایی است، که در سال ۱۷۸۴ تأسیس شد و هم‌اکنون از شرکت‌های زیرمجموعه بنک آو آمریکا می‌باشد.